# أسطوانية كنتونية
الأسطوانية الكنتونية (الاسم العلمي: Angiostrongylus cantonensis) دودة أسطوانية اكتشفت سنة 1964 وهي المسبب لداء الأسطوانيات والسبب الأكثر شيوعا للالتهابُ السَّحايا اليُوزِيْنِيّ في جنوب شرق آسيا وحوض المحيط الهادئ. هذه الديدان الاسطوانية تتواجد عادة في الأوعية الدموية للرئة عند الفئران ما أعطاها لقب دودة رئة الفئران. القواقع هي المضيف الابتدائي والإعدادي حيث تنمو اليرقات حتى تصبح معدية. يعتبر الإنسان مستضيف عرضي يمكن أن يصاب من خلال ابتلاع اليرقات في قواقع نيئة أو غير مطبوخة جيداً أو ناقلات أخرى كالمياه الملوثة والخضروات. ثم تنتقل اليرقات عبر الدم إلى الجهاز العصبي المركزي حيث هي السبب الأكثر شيوعا لالتهاب السحايا اليوزِيني وهو حالة خطيرة يمكن أن تؤدي إلى الموت أو تلف دائم في الدماغ والأعصاب.

## العلاج
تعتمد الشدة والفترة السريرية بشكل كبير على ما كمية اليرقات ذات المرحلة الثالثة؛ مما يخلق اختلافا كبيراً من حالة لأخرى، جاعلاً التجارب السريرية صعبة التحديد  وفعالية الدواء صعبة التبيٌن، وتوفر الإدارة الطبية النموذجية من المهدئات و المسكنات الحد الأدنى من الراحة من الصداع والإرهاق الشديد.
ويعد تقليل الضغط داخل القحف على فترات منتظمة من ثلاثة إلى سبعة أيام الطريقة الوحيدة المؤكدة لتقليل الضغط داخل الجمجمة بشكل كبير ويمكن استخدامها لعلاج أعراض مثل الصداع وقد تتكرر هذه العملية حتى يظهر التحسن.  وهناك أدلة متزايدة ذات جودة متوسطة تشير إلى أن العلاج ب الكورتيكوستيرويد باستخدام بريدنيزولون أو ديكساميثازون  له تأثير مفيد في علاج أعراض الجهاز العصبي المركزي المرتبطة بالتهابات الكانتونينيس. وعلى الرغم من أن الأبحاث المبكرة لم تظهر أي علاج بالعوامل الطاردة للديدان (مثل الأدوية القاتلة للطفيليات) مثل تيابيندازول أو البيندازول الفعال في تحسين المسار السريري للمرض  ؛ أظهرت عدد من الدراسات الحديثة من تايلاند والصين أن الجمع بين الهرمون قشري سكري وطاردات الديدان آمن ويقلل من مدة الصداع وعدد المرضى الذين يعانون من صداع كبير. وعلى الرغم من أن إضافة عوامل مضادة للالتهاب الرئوي لإدارة عدوى الكانتونينيس ينطوي على خطر نظري يتمثل في حدوث أزمة عصبية من خلال إطلاق كمية هائلة من المستضدات خلال الوفاة المتزامنة لليرقات ،  لم تظهر أي دراسة أن هذا موجود في البيئة السريرية. بالإضافة إلى ذلك فإن الفشل في قتل الطفيليات قبل أن تحاول الهجرة خارج الجهاز العصبي المركزي يزيد من خطر التلف الميكانيكي عن طريق ترحيل اليرقات. على الرغم من أن العلاج المركب باستخدام ألبيندازول وبريدنيزولون ليس له أي ميزة كبيرة مقارنة بالمعالجة باستخدام بريدنيزولون بمفرده في الحالات الخفيفة ؛ فإن العلاج بطاردات الديدان آمن بشكل واضح وقد يكون له فائدة كبيرة للمرضى الذين يعانون من حمولات طفيلية عالية ومعرضين لخطر الإصابة بالإعاقة الدائمة أو الوفاة.

## التشخيص
غالبا ما يكون تشخيص المرض الناجم عن إصابة أ.كانتونينس صعبًا ويعتمد اعتمادًا كبيرًا على تاريخ الابتلاع المحتمل لعائل مصاب عادةً ووجود سمات نموذجية للمرض. التشخيص المفترض يكون قويا خاصة عندما يمكن تأكيد التهاب السحايا والدماغ. يمكن التوصل إلى تشخيص التهاب السحايا اليوزيني من خلال التحقق من ارتفاع الضغط في الجمجمة وزيادة أعداد بروتين الخلايا الأساسي الحمضي. تشخيص سبب التهاب السحايا ووجود أ. كانتونيسيس يكون أكثر صعوبة بشكل ملحوظ ويجب أخذ عينة بزل قطني وعينة من السائل الدماغي الشوكي CSF لأكثر من نصف الأفراد المصابين للبحث عن ديدان أو يرقات أ كانتونينس، ويكون أ كانتونيسيس غير قابل للكشف عنه بالسائل الدماغي الشوكي في أكثر من نصف الأفراد المصابين.
ولا يمكن الاعتماد على الوسائل الحالية للتحقق من مستضدات معينة متعلقة ب أ كانتونيسيس، وبالتالي يتم اكتشاف طرق جديدة للكشف عن تفاعلات الأجسام المضادة الخاصة بالمستضد مثل اختبار تفاعل البوليمريز المتسلسل المناعي كما يكون اختبار تقنية الإليزا متوفرا على وجه السرعة.